# 도쿄도 COVID-19 대책 사이트
도쿄도 COVID-19 대책 사이트는 일본의 웹사이트다. 도쿄도가 도쿄의 신형 코로나바이러스 확산 상황 등을 이 사이트에 게시한다.
도쿄의 요청에 따라 사단법은 코드 포 재팬(Code for Japan)이 개발하였다. 3월 3일 공개 이후 하루 100만 PV를 넘어섰다.

## 같이 보기
- 코로나19 범유행
- 나라별 코로나19 범유행
- 코로나19 범유행의 영향
- 일본의 코로나19 범유행